# Torin Ekenskölde
Torin II Ekenskölde, son till Thráin, son till Thrór, Kung under berget är en av huvudpersonerna i J. R. R. Tolkiens roman Bilbo – En hobbits äventyr från år 1937. Torin är ledaren över sällskapet av dvärgar som försöker återta Ensamma berget från draken Smaug. Han är son till Thráin II, sonson till Thrór och blir kung över Durins folk under deras exil från Erebor. Torins bakgrund utvecklas ytterligare i avsnittet "Durins folk" i "Appendix A" av Tolkiens roman Konungens återkomst från år 1955.

## Kännetecken
Torin beskrivs som en mycket högdragen, barsk och beskäftig person. Han har en talang för sång och spelar harpa, bär en guldkedja och har ett väldigt långt skägg. Han klär sig i en utmärkande himmelsblå huva med en lång silvertofs. Han refererar till sitt hem i de Blå Bergen som "fattig logi i exil." Han är en kapabel och kunnig krigare, om inte en särskilt inspirerande eller smart ledare. Fastän han är kortare än alver eller människor, sägs det dock att han är lång för att vara en dvärg.

## Framträdanden

### Bilbo – En hobbits äventyr
I Bilbo – En hobbits äventyr besöker Torin och tolv andra dvärgar av Durins folk Bilbo Bagger, på begäran av Gandalf, för att anlita Bilbo som en tjuv för att stjäla tillbaka deras skatt från draken Smaug. Smaug hade attackerat Erebor (Ensamma berget) och lagt beslag på både dvärgarnas berg och skatt. Torin var fast besluten att få skatten tillbaka och ville speciellt ha Arkenstenen, hjärtat av berget, en av sin ätts släktklenoder.
Under resan mötte sällskapet en grupp troll och Torin var den ende av dvärgarna som inte överrumplades. Han och Gandalf kämpade tappert i vättarnas tunnlar i Dimmiga bergen. När dvärgarna blev tillfångatagna av Mörkmårdens skogsalver, insisterade han på att de andra dvärgarna inte skulle avslöja deras strävan för deras kidnappare. Han var den förste att stiga ur tunnorna vid Sjöstad och marscherade ända fram till ledarna i staden, där han presenterade sig själv som kung under berget.
Med bestämmelser från Sjöstad, ledde Torin sällskapet till Erebor. I Smaugs frånvaro tog dvärgarna beslag på skatten och Torin, som var nöjd med Bilbos prestation, gav honom en ringbrynja som var tillverkad av mithril, som den första delen av dennes betalning. När han sedan ställdes inför krav från alvkungen Thranduil och bågskytten Bard som ville att en skälig andel av skatten skulle ges till skogsalverna och männen i Sjöstad, blev Torin motsträvig och ville inte erkänna deras rätt till en del av skatten. Han befäste berget mot dem och skickade bud till sin kusin Dáin Järnfot om att skicka förstärkning. Han blev rasande när Bilbo stal Arkenstenen för att använda den som förhandlingsföremål och slängde ut Bilbo från berget. Den växande konflikten avvärjdes endast av ett anfall av troll och vargar, varpå dvärgarna gick samman med skogsalverna, männen från Sjöstad och örnarna i vad som kom att bli känd som Femhäraslaget. Under slaget blev Torin dödligt skadad, men lyckades försona sig med Bilbo innan han dog.
Torin hittade alvsvärdet Orcrist i trollens grotta som övertogs av dvärgarna. Han använde därefter svärdet ända tills det togs ifrån honom när de tillfångatogs av skogsalverna. När Torin dog begravdes han tillsammans med Arkenstenen, samt att Orcrist återlämnades och placerades på hans grav. Svärdet började lysa blått när orcher närmade sig och kunde därför inte ta berget med överraskning. Han efterträddes av sysslingen Dáin, som ledare av Durins folk.

### Sagan om ringen
Del III "Durins folk" av "Appendix A" i Konungens återkomst ger en mer detaljerad bild över Durins folks historia och berättar mer om Torins bakgrund. Han föddes år 2746 i den Tredje åldern och drevs, tillsammans med andra överlevande dvärgar i exil, efter Smaugs attack mot Erebor år 2770. År 2799, när han var 53 år (en ung ålder för en dvärg), marscherade han med en mäktig dvärgarmé mot orcherna av Moria. I kriget mellan dvärgar och orcher i Nanduhirion under Morias östra port, gick Torins sköld sönder och han använde sin yxa för att hugga en gren från en ek för att skydda sig själv, vilket gav honom epitetet "Ekenskölde".
När Frodo Bagger förberedde sig för att lämna Vattnadal för Mordor, gav Bilbo honom ringbrynjan av mithril som skydd för sin resa. Gandalf kallade senare Torins present till Bilbo, för en "kunglig gåva" som är värd mer än hela Fylke, ovetande om att Frodo bar brynjan vid det tillfället. Den kom senare att rädda Frodos liv vid flera tillfällen.

## Namn och titlar
Tolkien lånade Torins namn från den fornnordiska dikten "Völuspá", som är en del av Poetiska Eddan. Namnet "Torin" (Þorinn) dyker upp i den 12 strofen, där den används för en dvärg och namnet "Ekenskölde" (Eikinskjaldi) i strof 13. Namnen omnämns även i Snorre Sturlassons Snorres Edda.
Som rättmätig arvinge till Erebors tron var Torin alltså kung under Berget, en titel som ärvdes av hans släkting Dáin Järnfot efter hans död. Eftersom han var, enligt arv kungen av Erebor, var han därmed kung under berget. Titeln ärvdes därefter av Dáin, när Torin dog.

## Adapteringar
I den animerade versionen av Bilbo – En hobbits äventyr spelar Hans Conried Torin. I det av Golden Joystick Award prisade spelet från 1982 The Hobbit dyker Torin upp som en AI-kontrollerad figur och en av hans till synes slumpmässiga handlingar ("Torin sätter sig och börjar sjunga om guld", vilket inträffar när spelaren gör ingenting för en stund) blev berömd. I spelet från år 2003, har Clive Revill lånat ut sin röst till dvärgkungen.
I den tre-delade filmatiseringen av Hobbiten (2012-2014), gestaltas Torin av skådespelaren Richard Armitage. Filmerna utvecklar hans bakgrundshistoria: där boken förklarar att Torin fick sitt epitet "Ekenskölde" genom att strida mot orcher i kriget mellan dvärgar och orcher, medan han i filmen slåss direkt med orchernas ledare Azog, och denne dödas inte under slaget utan överlever för att bli en antagonist i den senare historien om Bilbos resa.